# 山本健一 (山口組)
山本健一（1925年3月5日 - 1982年2月4日），暴力團三代目山口組「若頭」、初代山健組組長、原安原會成員。 山本健一 出身於神戸市葺合區，為家中長子，其父為川崎重工的技師。
1942年畢業於「大阪電器學校」後，在橫須賀海軍工廠就務。
1945年徵召進入鳥取的部隊服役。
二次大戰後，自暴自棄過著無賴的生活，與尾崎彰春兩人終日遊蕩街頭。1951年加入三代目山口組「若頭」安原政雄率領的安原會，成為山口組系組員。
1954年因與地方角頭谷崎組發生衝突，被逮捕判刑3年。
1957年出獄後，獲三代目山口組組長田岡一雄授盃，升格為山口組直參成員。
1961年創立山健組。
1963年，田岡一雄組長提案於山口組本家設立「執行部」的新體制。
1968年，山本健一升格為「若頭補佐」。
1971年7月，當時的「若頭」梶原清晴（梶原組組長）在鹿兒島縣硫黃島附近海域磯釣時，不幸意外溺斃，引發同年9月，山口組的最高幹部間進行新任「若頭」的選舉，山本健一原以2票對山本廣的4票敗選，但在田岡一雄組長的指名下逆轉形勢，最終由山本健一繼任「若頭」。
在1975年與二代目松田組抗爭的大阪戰爭爆發期間，保釋中的山本健一居中指揮，至1978年抗爭結束再度被逮捕收監服刑。
1981年，田岡一雄組長病逝，仍在服刑的山本健一成為四代目山口組的繼承人。
1982年2月，尚未進行繼任儀式的山本健一於獄中因肝病病發，送醫後不久病逝，享年56歲。